# Páling Zsolt
Páling Zsolt (Budapest, 1969. február 19. –) válogatott labdarúgó, középpályás.

## Pályafutása

### A válogatottban
1992-ben két alkalommal szerepelt a válogatottban.

## Sikerei, díjai
- Magyar bajnokság
  - bajnok: 1991–92, 1994–95, 1995–96
  - 2.: 1988–89, 1990–91, 1997–98
  - 3.: 1989–90, 1992–93, 1996–97
- Magyar kupa
  - győztes: 1991, 1993, 1994, 1995
  - döntős: 1989, 1990
- Magyar szuperkupa
  - győztes: 1993, 1994, 1995
  - döntős: 1992
- az FTC örökös bajnoka

## Statisztika

### Mérkőzései a válogatottban
| Magyarország | Magyarország         | Magyarország                | Magyarország | Magyarország | Magyarország | Magyarország | Magyarország | Magyarország |
| #            | Dátum                | Helyszín                    | Hazai        | Eredmény     | Vendég       | Kiírás       | Gólok        | Esemény      |
| ------------ | -------------------- | --------------------------- | ------------ | ------------ | ------------ | ------------ | ------------ | ------------ |
| 1.           | 1992. szeptember 23. | Budapest, Üllői úti Stadion | Magyarország | 0 – 0        | Izrael       | barátságos   | -            | 73'          |
| 2.           | 1992. november 11.   | Szaloniki, PAOK Stadion     | Görögország  | 0 – 0        | Magyarország | vb-selejtező | -            | 79'          |
|              | Összesen             |                             |              | 2            | mérkőzés     |              | 0            | gól          |